# Snapper Island (Queensland)
Snapper-Island ist eine Insel im Nordosten des australischen Bundesstaates Queensland, ca. 70 km südlich von Cooktown und ca. 21 km nördlich von Mossman vor der Mündung des Daintree River. Die Insel ist Teil des Hope-Islands-Nationalparks, der auch die beiden ca. 50 km nördlich von Snapper Island gelegenen Hope Islands, zwei kleine Koralleninseln, umfasst.

## Geschichte
Die Insel gehört zum traditionellen Verbreitungsgebiet des Aboriginesstammes der Kuku Yalanji, die heute noch auf der Insel jagen und in den umliegenden Gewässern fischen. Anfang des 20. Jahrhunderts wurde auf der Insel ein Kalkofen betrieben und vermutlich wurden auch Seegurken verarbeitet. Das steinige Bachbett eines chinesischen Marktgartens ist heute noch auf der Insel zu sehen.

## Landesnatur
Snapper Island, eine Felseninsel auf dem Festlandssockel mit einer Länge von ca. 2 km und einer Breite von ca. 180–500 m, ragt bis zu 99 m Höhe aus dem Meer auf und ist von einem Korallenriff umgeben. Sie ist Teil des Weltnaturerbes Great Barrier Reef.

## Flora und Fauna
Die Insel besitzt dichte Regen- und Hartlaubwälder in seinem Inneren und ein kleines Mangrovenvorkommen. Typische Küstenvegetation umgibt die Insel.
Auf Snapper Island findet man alle Arten von Wald- und Seevögeln. In den Sommermonaten leben Zweifarben-Fruchttauben dort, die sich aus den Wäldern des nahegelegenen Festlands ernähren.

## Einrichtungen
Wildes Zelten ist nur am West Point gestattet, es gibt aber keine besonderen Einrichtungen hierfür. An der Südwestseite der Insel befindet sich ein Picknickplatz mit Tischen und einer Toilette. Von dort führt auch ein kurzer Wanderweg über einen felsigen Grat auf die Nordseite der Insel. Das Innere der Insel sollte zum Schutz der Vegetation möglichst nicht betreten werden.

## Zufahrt
Die Insel ist nur mit privaten Booten und nur bei gutem Wetter von der Nordwestseite her erreichbar. Darüber hinaus wird sie auch von gewerblichen Anbietern angesteuert.